# 阿爾傑什河畔庫爾泰亞

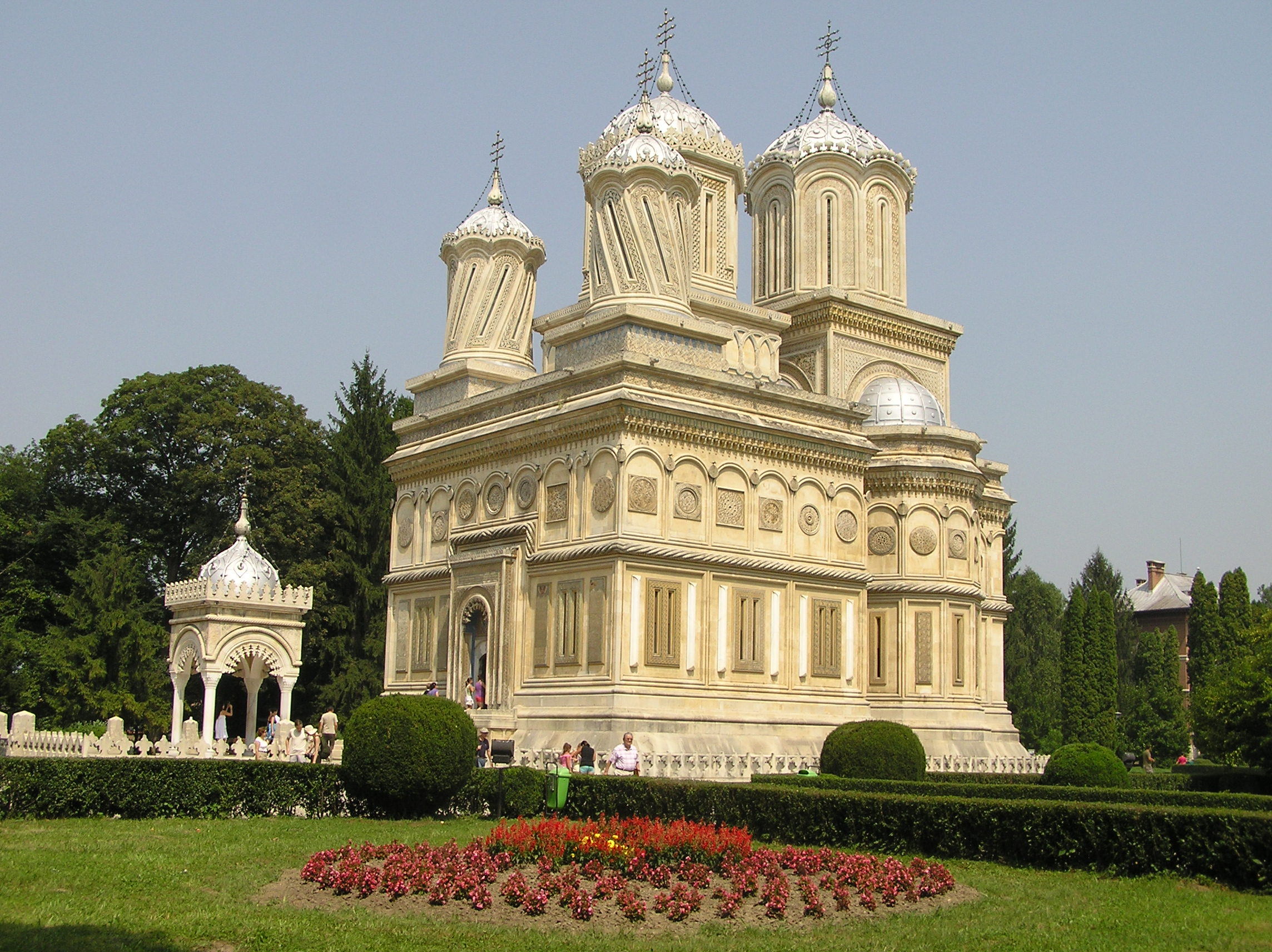

阿爾傑什河畔庫爾泰亞（羅馬尼亞語：Curtea de Argeș）是羅馬尼亞的城市，位於該國中部阿爾傑什河右岸，距離首府皮特什蒂34公里，由阿爾傑什縣負責管轄，面積75平方公里，海拔高度431米，2009年人口32,848，大多數居民信奉東正教。

## 友好城市
- 法國 讷韦尔